# Myszyniec (Kuźnica Głogowska)
Myszyniec – przysiółek wsi Kuźnica Głogowska w Polsce, położony w województwie lubuskim, w powiecie wschowskim, w gminie Sława. Wchodzi w skład sołectwa Kuźnica Głogowska.
W latach 1975–1998 przysiółek administracyjnie należał do województwa zielonogórskiego.
Pełni funkcję letniska, gdzie większość domów nie jest zamieszkiwana cały rok.